# Visualització de dades
La visualització de dades és entesa per moltes disciplines com l'equivalent modern a la comunicació visual. Aquesta disciplina es basa en la creació i estudi de la representació visual de dades, és a dir, "informació disposada de forma esquemàtica juntament amb atributs o variables per les unitats d'informació". La visualització de dades es referix tant a la disciplina com a l'objecte de la disciplina mateixa. Com a disciplina encara està desenvolupant-se.
L'objectiu principal de la visualització de dades és comunicar informació clarament i de forma eficient a través de gràfiques estadístiques i gràfiques d'informació. Les dades numèriques poden ser codificades utilitzant punts, línies, o barres, per tal de comunicar visualment un missatge quantitatiu. 
Les visualitzacions efectives comuniquen idees complexes de forma clara, precisa i eficient, de forma que ajuden els usuaris a analitzar i raonar sobre dades i evidències. 
La visualització de dades és a la vegada un art i una ciència. S'ha considerat per molts com una branca de l'estadística descriptiva, però actualment s'entén com una eina de desenvolupament de la teoria fonamentada. El ritme de creació de dades ha augmentat. Les dades creades a partir de l'activitat d'internet i de la gran quantitat de sensors que mesuren l'entorn, com els satèl·lits, es coneix com a "Big Data". Processar, analitzar i comunicar aquestes dades implica reptes ètics i analítics per a la visualització de dades. El camp de la ciència de dades i els professionals que s'hi dediquen, han aparegut per ajudar a assolir aquests reptes.

## Definicions
La visualització de dades va ser preferida a la visualització de la informació per l'amplària de la definició de informació. Així, les dades són definides per Michael Friendly com:
"informació la qual ha sigut abstreta en alguna forma esquemàtica, incloent atributs o variables per a les unitats d'informació."
Una de les primeres definicions donades al concepte de la visualització de dades va ser la que donà Colin Ware:
"La representació gràfica de dades o conceptes, que té com a resultat una imatge mental o un artefacte extern que ajuda a la presa de decisions" (Ware, Colin. Information Visualization, Third Edition: Perception for Design. Morgan Kaufmann, 2012)
La definició de Ware la visualització de dades inclou la representació gràfica de conceptes, però normalment se centra estrictament sobre les dades.

## Visió general

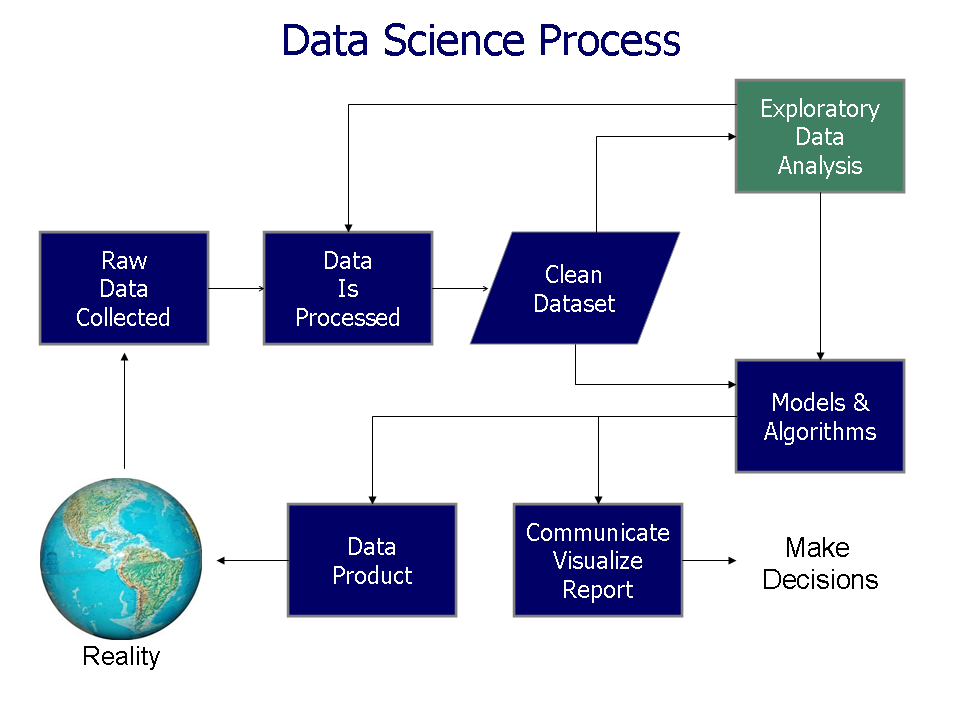
La visualització de dades és un dels passos dins l'anàlisi de dades i la tasca de presentar-les als usuaris.

La visualització de dades comprèn les tècniques utilitzades per comunicar dades o informació per codificar-les com a objectes visuals (p. ex., punts, línies o barres) continguts a les gràfiques. L'objectiu és comunicar informació  de forma clara i eficient als usuaris. És un dels passos essencials en anàlisi de dades o la ciència de dades. Segons Friedman (2008) "l'objectiu principal de la visualització de dades és comunicar informació clarament i eficaçment a través de formes gràfiques". Això no significa que la visualització de la dades sigui necessàriament avorrida per tal de ser funcional o extremadament sofisticada per ser bonica. Per transmetre idees eficaçment, tant l'estètica com la necessitat de funcionalitat han d'anar agafades de la mà, proporcionant simplicitat i claredat a conjunts de dades complexos comunicant els seus aspectes clau d'una manera més intuïtiva. Tot i així els dissenyadors sovint fallen en el seu intent d'aconseguir un equilibri entre forma i funció, creant visualitzacions estèticament fantàstiques que fallen per servir el seu propòsit principal — comunicar informació".
De fet, Fernanda Viegas i Martin M. Wattenberg suggereixen que la visualització ideal no només ha de comunicar clarament, sinó que ha d'estimular l'atenció i el compromís dels espectadors.
La visualització de dades, a més, no es limita a la comunicació d'informació, una visualització és també una manera de millorar la comprensió de les dades (des d'una perspectiva basada en les dades), de detectar tendències, d'adonar-se de resultats, d'explorar fonts, i d'explicar històries.
La visualització de dades està molt relacionada amb els gràfiques d'informació, la visualització d'informació, la visualització científica, l'anàlisi de dades exploratòria i les gràfiques estadístiques. En els darrers anys, la visualització de dades ha esdevingut una àrea activa de recerca, ensenyament i desenvolupament. Segons Post et al. (2002), ha unit els científics i la visualització d'informació.
La Guia de visualització de dades (2018) de la Generalitat de Catalunya defineix com als objectius de la visualització de dades: explorar, analitzar i explicar.
L'exploració permet que l'usuari interrogue les dades que se li presenten. També permet que s'analitzen les dades podent traure conclusions. La explicació consistiria en contar una història a l'usuari.

## Característiques de les visualitzacions gràfiques

Charles Joseph Minard 1869 "Carte figurative des pertes successives en hommes de l'Armée française dans la campagne de Russie en 1812-1813" - un exemple primerenc d'una gràfica informativa.

Edward Tufte va explicar que els usuaris de visualitzacions d'informació necessiten realitzar tasques analítiques com per exemple comparacions o la determinació de la causalitat. El principi de disseny de la informació gràfica ha de donar suport a aquestes tasques analítiques mostrant també les comparació o la causalitat.
En el seu 1983 llibre The Visial Display of Quantitative Information, Edward Tufte defineix les visualitzacions gràfiques i els principis per tal que siguin eficaces de la següent forma: "l'excel·lència en les gràfiques estadístiques consisteix en comunicar idees complexes amb claredat, precisió i eficàcia. Les visualitzacions han de:
- Mostrar les dades
- Induir l'espectador a pensar en la matèria tractada més que en la metodologia, el disseny gràfic, la tecnologia de producció gràfica o qualsevol
- Evitar distorsionant el que la dada mostra
- Presentar el màxim nombre de números en el mínim espai possible
- Mostrar el conjunt de dades de forma coherent
- Ajudar els espectadors a comparar diferents conjunts de dades
- Mostrar les dades amb diferents nivells de detall, d'una visió ámplia al detall més fi
- Servir a un propòsit concret i clar: descripció, exploració, tabulació o decoració
- Estar integrat en les descripcions estadístiques i verbals d'un conjunt de dades.

Les gràfiques mostren dades. De fet, les gràfiques poden ser més precises i reveladores que les computacions estadístiques convencionals."
Per exemple, el diagrama de Minard mostra les pèrdues que va patir l'exèrcit de Napoleó en el període de 1812 a 1813. Es mostren sis variables: la mida de l'exèrcit, la seva ubicació en una superfície bidimensional (x i y), el temps, la direcció de moviment, i la temperatura. L'amplada de línia il·lustra una comparació (mida de l'exèrcit en cada moment) mentre que l'eix de temperatura suggereix una causa dels canvis en la mida de l'exèrcit. Aquesta representació multivariada sobre una superfície bidimensional explica una història que pot ser captat de forma immediata a la vegada que s'identifiquen les font de les dades que donen credibilitat a la representació. Tufte (1983) va escriure sobre aquesta visualització: "Pot ser perfectament la millor gràfica estadística mai dibuixada."
No aplicar els principis que Tufte llista per obtenir visualitzacions eficaces pot resultar en gràfiques enganyoses, que distorsionen el missatge o que porten a conclusions errònies.
Tufte anomena tinta-no-dada tots aquells elements mostrats en una gràfica que no aporten informació a la gràfica o que no ajuden a millorar-ne la comprensió. Concretament, es refereix als elements decoratius aliens a les gràfiques, que no realcen el missatge, o als elements tridimensionals o efectes de perspectiva que no fan més que confondre els espectadors com a chartjunk (fems de les gràfiques). Tufte també destaca el perill de separar en excés la llegenda de la imatge, requerint als espectadors mirar enrere i endavant de forma continua, i com aquesta pràctica és una forma de "debris administrativa". La proporció de "tinta-dada" hauria de ser maximitzada, esborrant les tinta-no-dades sempre que sigui factible.
La Congressional Budget Office dels Estats Units feia una proposta de bones pràctiques recomanades per visualitzacions de dades el juny de 2014:
1) Conèixer l'audiència de les gràfiques
b) Dissenyar gràfiques comprensibles fora del context de l'informe que les conté
c) Dissenyar gràfiques que comuniquen els missatges claus de l'informe que les conté.

## Relacions quantitatives

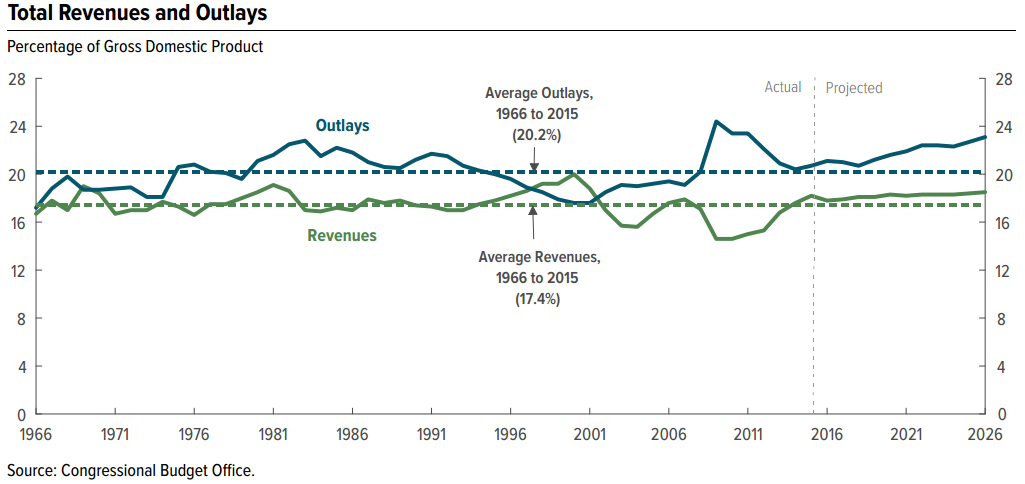
Una sèrie de temps il·lustrada amb un gràfic de línia que demostra tendències dins EUA federals gastant i ingressos amb el temps.

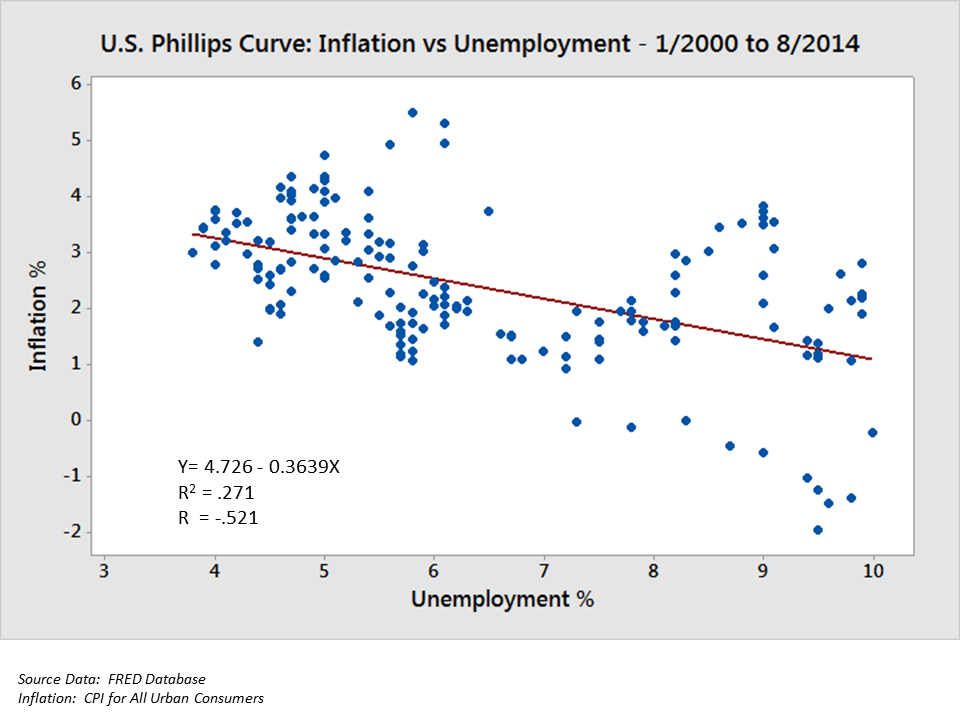
Un scatterplot il·lustrant correlació negativa entre dues variables (inflació i atur) va mesurar a punts a temps.

Autor Stephen Few va descriure vuit tipus de relacions de dades quantitatives que els usuaris poden utilitzar per entendre o comunicar un conjunt de dades i els va associar amb les gràfiques més adients per ajudar comunicar la informació que aportaven:
1. Sèries temporals: es captura una sola variable sobre un període. Un exemple d'aquest tipus de visualització és la gràfica de línia que mostra l'índex d'atur en un període de 10 anys. Normalment, s'utilitza per a sèries temporals un diagrama de punts i línies per mostrar les tendències o pics de les dades.
2. Rànquing: les subdivisions categòriques s'ordenen en ordre ascendent o descendent. Una diagrama de barres és una bona forma de mostrar aquest tipus de comparacions.
3. Part-tot: les subdivisions categòriques es mesuren com una proporció d'una totalitat. Tant el diagrama de sectors com el diagrama de barres poden mostrar aquesta comparació de proporcions. Un exemple d'aquest tipus de relació és la participació en el mercat de cadascun dels agents que hi participen.
4. Desviació: els conjunts de dades es comparen amb un conjunt de referència. Un exemple d'aquest tipus de relació seria una comparació de les despeses de diferents departaments dins una empresa amb la despesa mitja de tots els departaments. Per mostrar aquesta relació podem usar una gràfica de barres per a les despeses de cada departament amb una línia per representar la despesa mitjana.
5. Distribució de freqüència: mostra el nombre d'observacions d'una variable particular en un interval concret, un exemple d'aquesta visualització pot ser la representació del nombre d'anys en què el retorn de mercat de valors es troba entre els intervals 0-10%, 11-20%, etc. Es poden utilitzar per a aquesta anàlisi un histograma o un diagrama de barres. Un diagrama de caixa podria ser d'ajuda per visualitzar les estadístiques clau sobre la distribució, com la mediana, els quartils o els valors destacats, etc.
6. Correlació: la comparació entre observacions de dues variables (X,Y) representades per determinar si tendeixen a moure's en la mateixa direcció o en direccions oposades. Per exemple, representar la relació entre l'atur (X) i la inflació (Y) en una seqüència de mesos. Un diagrama de dispersió sol ser la representació més típicament utilitzada per a aquest missatge.
7. Comparació nominal: comparació de subdivisions categòriques sense cap ordre particular, com per exemple el volum de vendes per codi de producte. Es podria utilitzar un diagrama de barres per a aquesta comparació.
8. Geogràfic o geoespacial: comparació d'una variable a través d'un mapa o traçat, com per exemple, l'índex d'atur estatal o el nombre de persones en els diferents pisos d'un edifici. Un cartograma és un gràfica habitual per representar aquest tipus de dades.[3][18]

Els analistes de dades són els responsables de revisar un conjunt de dades i considerar si alguns o tot dels missatges i els tipus gràfiques utilitzades són aplicables a la tasca a desenvolupar i l'audiència que els llegirà. El procés de judici i error per identificar missatges i relacions significatives en les dades forma part d'anàlisi de dades exploratòria.

## Percepció visual i visualització de dades
Un ésser humà pot distingir la longitud de línies, orientació de formes, i el color (matís) de forma senzilla i sense un esforç de processament significatiu; aquests són els atributs preatentius. Per exemple, detectar el nombre de vegades que apareix el dígit 5 en una sèrie de números pot requerir un temps i esforç significatius (processament atentiu); però si aquest dígit és diferent en referència a la mida, l'orientació, o el color, pot ser detectat de pressa a través del processament pre-atentiu.
Les gràfiques eficaces aprofiten els atributs de processament pre-atentius i la força relativa d'aquests atributs. Per exemple, per als éssers humans és més fàcil diferenciar la longitud d'una línia que l'àrea d'una superfície, per tant, serà més eficaç utilitzar un diagrama de barres (que aprofita la longitud de la línia per mostrar les comparacions) que un diagrama de sectors (que utilitza l'àrea de les superfícies per mostrar la comparació).

### Cognició/percepció humana i visualització de dades
Amb "l'estudi de la cognició i percepció humanes ..." som més capaços d'entendre el públic objectiu de les dades que mostrem. La cognició recull processos dels éssers humans com la percepció, l'atenció, l'aprenentatge, la memòria, el pensament, la formació de conceptes, la lectura, i la resolució de problemes. La visualització de dades ha evolucionat molt perquè de la mateixa manera que una fotografia val més que mil paraules, les dades representades gràficament permeten una fàcil comprensió de la informació. Una visualització apropiada proporciona una aproximació diferent que permet mostrar connexions potencials, relacions que no serien tan òbvies amb les dades no visualitzades. La visualització esdevé un mitjà d'exploració de dades. Les neurones de cervell humà participen en infinitat de funcions de l'ésser humà, però 2/3 de les neurones del cervell estan implicades en la visió. Amb un sentit bé desenvolupat de vista, l'anàlisi de dades pot ser feta sobre les dades, si aquestes són quantitatives o qualitatives. La visualització eficaç es basa en la comprensió dels processos de percepció humana i la capacitat d'aplicació d'aquesta comprensió a visualitzacions intuïtives. Entendre com els éssers humans veuen i organitzen el món és crític per comunicar dades eficaçment al lector, comporta dissenys més intuïtius.

## Història de la Visualització de Dades
La història de la visualització de dades comença al segle ii dC amb les presentacions de dades cronològiques arranjades en columnes i files i va evolucionant cap a les representacions de dades quantitatives de principis de segle xvii. Segons la Interaction Design Foundation, el matemàtic i filòsof francès René Descartes va sentar les bases sobre les que més endavant William Playfair va treballar. Descartes va desenvolupar un sistema de coordenades bidimensionals per mostrar valors. A finals de segle xviii, Playfair va veure el potencial d'aquest sistema per a comunicació gràfica de dades quantitatives. A la segona meitat del segle xx, Jacques Bertin va utilitzar gràfiques quantitatives per representar informació "de forma intuïtiva, clara, exacta, i amb eficiència". John Tukey i més notablement Edward Tufte van ampliar l'abast de la visualització de dades. Tukey amb la seva aproximació estadística basada en l'anàlisi de dades exploratòries i Tufte amb el seu llibre "The Visual Display of Quantitative Information", van obrir el camí de les tècniques de visualització i refinatge de dades per a professionals més enllà de l'estadística. Amb els avenços tecnològics tecnologia la visualització de dades va avançar de forma substancial; el que havia començat en forma de representacions dibuixades a mà, va evolucionar cap a aplicacions més tècniques – inclòs els dissenys interactius creats a partir de programari específic per a la creació de visualitzacions de dades. Programes com SAS, SOFÀ, R, Minitab estan especialitzats en la visualització de dades en el camp d'et l'estadística. A més, hi ha altres aplicacions de visualització de la dades enfocades a col·lectius i situacions específiques i llenguatges de programació com D3, Python i JavaScript que ajuden a fer la visualització de dades quantitatives una possibilitat per a la majoria de persones.

## Terminologia
La visualització de dades implica terminologia específica i alguns dels termes emprats són heretats de l'estadística. Per exemple, l'autor Stephen Few defineix dos tipus de dades utilitzades de forma combinada per l'anàlisi significativa o la visualització:
- Dades categòriques o qualitatives: text o etiqueta que descriu la naturalesa de la dada, com "Nom" o "Edat". Aquest terme també es refereix a les dades no numèriques o qualitatives.
- Dades quantitatives: mesures numèriques, com per exemple "25" per representar l'edat en anys.

Els principals tipus de visualització de dades són les taules i les gràfiques.
- Les taules contenen dades quantitatives organitzades en files i columnes amb etiquetes categòriques. S'utilitzen sobretot per tenir una visió general dels valors concrets. Un exemple de taula pot ser una taula amb una columna categòrica que representa el nom (una variable qualitativa) i edat (una variable quantitativa) i a la que cada fila de dades representa una persona (una unitat experimental).
- Les gràfiques s'utilitzen principalment per mostrar relacions entre dades i representar els valors codificats en forma d'objectes visuals (p. ex., línies, barres, o punts). Els valors numèrics es mostren dins una àrea delineada per un o més eixos. Aquests eixos proporcionen escales (quantitatives i categòriques) que s'utilitzen per etiquetar i assignar valors als objectes visuals.[23]

La KPI Library ha desenvolupat la "Taula Periòdica de Mètodes de Visualització," una gràfica interactiva que mostra els diversos mètodes de visualització de la dades. Inclou sis tipus de mètodes de visualització de les dades: dades, informació, concepte, estratègia, metàfora i compost.

## Exemples de diagrames per a la visualització de dades
| Nom | Dimensions visuals         | Exemples                                                                                            | |
| --- | -------------------------- | --------------------------------------------------------------------------------------------------- | --- |
|     | Diagrama de barres         | - longitud/recompte - categoria - (color)                                                           | - Comparació de valors, com per exemple les vendes realitzades per diverses persones en un període. Per mesurar una variable al llarg del temps (tendència), el millor sistema és una gràfica de línies.                                                              |
|     | Histograma                 | - límits d'intervals - longitud/recompte - (Color)                                                  | - Determinar la freqüència de retorn del percentatge de valors de mercat anuals dins determinats intervals (0-10%, 11-20%, etc.). L'alçada de la barra representa el número d'observacions (anys) amb un retorn % en la gamma representada per l'interval.            |
|     | Diagrama de dispersió      | - posició x - posició y - (símbol/glif) - (color) - (mida)                                          | - Determinar la relació (p. ex., de correlació) entre l'atur (x) i la inflació (y) en diferents períodes. |
|     | Diagrama de dispersió (3D) | - posició x - posició y - posició z - color                                                         | |
|     | Xarxa                      | - mida dels nodes - color dels nodes - gruix dels nexes - color dels nexes - distribució de l'espai | - Trobar grups en la xarxa (p. ex. agrupar amics de Facebook en grups diferents). - Determinar els nodes més influents en la xarxa (p. ex. una empresa vol establir un grup petit de persones a Twitter com e lseu públic objectiu per a una campanya de màrqueting). |
|     | Streamgraph                | - amplada - color - temps (flux)                                                                    | |
|     | Treemap                    | - mida - color                                                                                      | - Espai de disc per tipus d'arxiu / ubicació |
|     | Diagrama de Gantt          | - color - temps (flux)                                                                              | - Progrés i temporalització de tasques dins la planificació d'un projecte |
|     | Mapa de calor              | - fila - columna - grup - color                                                                     | - Analitzar el risc, representant el risc baix baix amb el color verd, el risc medi amb el color groc, i el risc alt amb el color vermell. |

## Altres perspectives
Hi ha diferents aproximacions diferents a la visualització de dades. La visió més comuna és la perspectiva de la presentació d'informació, que Friedman va presentar el 2008. A partir d'aquesta visió, Friendly (2008) divideix la visualització d'informació en dues parts principals: les gràfiques estadístiques, i els mapes temàtics. Seguint aquesta mateixa perspectiva, l'article "Data Visualization: Modern Approaches" (2007) dona una visió general de la visualització de dades en 7 articles:
- Articles i recursos
- Visualització d'enllaços
- Visualitzacions de dades
- Visualitzacions de notícies
- Visualitzacions de pàgines web
- Mindmaps
- Eines i serveis

Tots aquests temes estan directament relacionats a la representació d'informació i al disseny gràfic.
Una altra aproximació a la visualització de dades és la que es fa des d'una perspectiva d'informàtica, que representa Frits H. Post (2002), autor d'una categorització de la visualització de dades en 6 sub-camps:
- Visualització d'informació
- Tècniques d'interacció i arquitectures
- Tècniques de modelat
- Mètodes de resolució de problemes
- Algoritmes de visualització i tècniques
- Visualització de volums

## Arquitectura de la visualització de dades

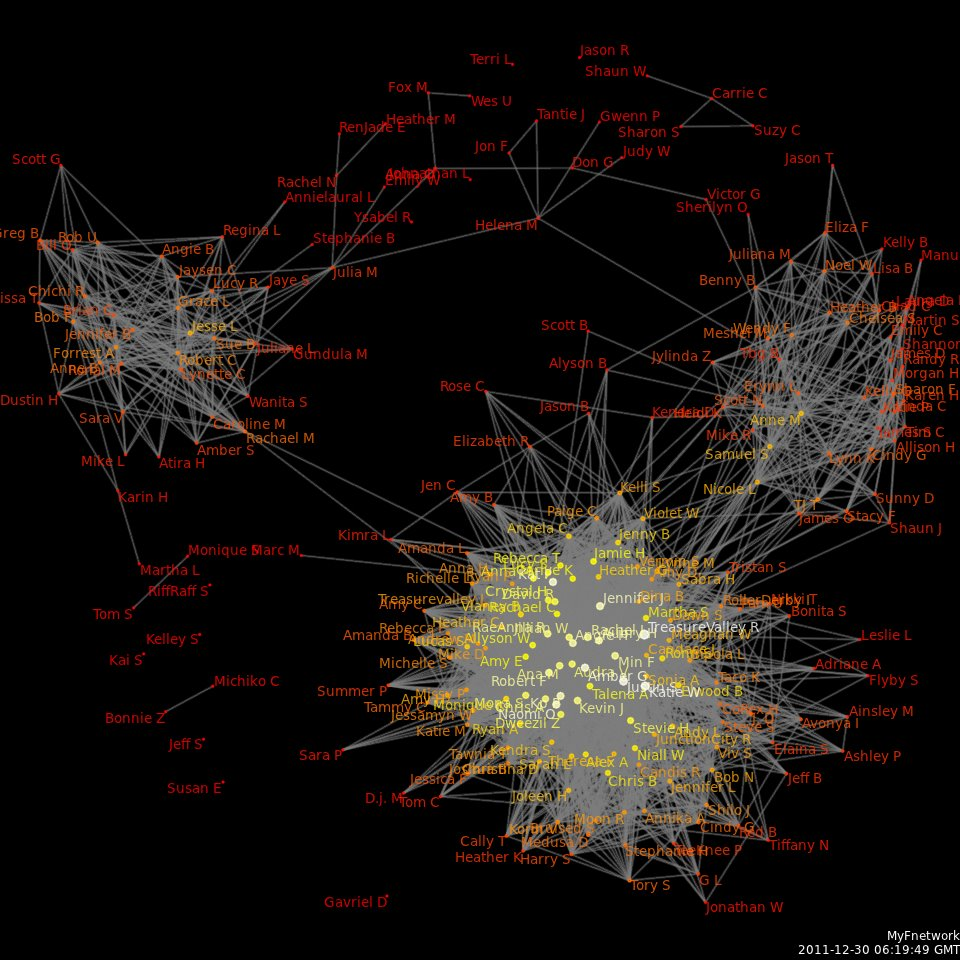
Una visualització de dada de mitjans de comunicació socials

L'arquitectura de la visualització de dades (Data Presentattion Architecture: DPA) és un conjunt d'habilitats que pretén identificar, localitzar, manipular, donar format i presentar les dades per tal de comunicar de forma òptima significat i oferir coneixements.
Històricament, l'arquitectura de la representació de dades és un terme atribuït a Kelly Lautt: "L'arquitectura de la representació de dades (DPA) és una habilitat rarament aplicada i que és crítica per l'èxit en la Intel·ligència Empresarial. L'arquitectura de presentació de la dada weds la ciència de números, dada i estadística dins descobrint informació valuosa de dades i fent-lo utilitzable, pertinent i actionable amb els arts de visualització de dades, comunicacions, canvi i psicologia organitzativa administració per tal de proporcionar solucions d'intel·ligència empresarial amb l'abast de dada, el lliurament que cronometra, format i visualitzacions que més eficaçment suport i conduir operacional, comportament tàctic i estratègic cap a negoci entès (o organitzatiu) objectius. DPA és tampoc un EL ni un conjunt d'habilitat empresarial però existeix com a camp separat de perícies. Sovint confosa amb la visualització de dades, l'arquitectura de presentació de la dada és una molta habilitat més ampla conjunt que inclou determinar el que dades en quin horari i en quin format exacte és per ser presentat, no només la manera millor a dada present que ja ha estat escollit (quin és visualització de dada). Habilitats de visualització de la dada són un element de DPA."

### Objectius
La DPA té dos objectius principals:
- Utilitzar dades per proporcionar coneixement de la manera més eficaç possible (minimitzant soroll, complexitat, i dades innecessàries o grau de detall donades les necessitats i les funcions de cada audiència)
- Utilitzar dades per proporcionar coneixement de la manera més eficaç possible (proporcionant dades pertinents, oportunes i completes a cada membre de l'audiència d'una manera clara i comprensible que transmeti significat important, sigui interactiva i pugui afectar la comprensió, el comportament i les decisions)

### Abast
Tenint en compte aquests objectius, la feina real de l'arquitectura de presentació de dades consisteix en:
- Crear mecanismes de lliurament efectius per a cada membre de l'audiència depenent de la seva funció, tasques, ubicacions i accés a tecnologia
- Definir quin és el significat important (coneixement pertinent) que és necessari per cada membre de l'audiència en cada context
- Determinar la periodicitat requerida de les actualitzacions de dades (l'actualitat de les dades)
- Determinar el moment correcte per a la presentació de les dades (quan i amb quina freqüència l'usuari necessita veure-les)
- Trobar les dades correctes (àrea temàtica, abast històric, amplitud, nivell de detall, etc.)
- Utilitzar l'anàlisi, l'agrupament, la visualització, i altres formats de presentació apropiats

### Camps relacionats
La feina del DPA té punts en comú amb altres camps, incloent:
- Anàlisi empresarial en la determinació d'objectius empresarials, recopilació de requisits i processos de mapatge.
- Millora de processos empresarials amb l'objectiu de millorar i racionalitzar les accions i decisions en la promoció dels objectius empresarials
- La visualització de dades utilitza teories de visualització ben establertes per afegir o ressaltar significat o importància en la presentació de dades.
- Gràfic o disseny d'usuari: Mentre el DPA de terme és utilitzat, cau just curt de dissenyar dins que no considera tal detall mentre paladars de color, styling, branding i altres preocupacions estètiques, llevat que aquests elements de disseny són concretament requerit o beneficiós per comunicació de significar, impacte, severitat o altra informació de valor empresarial. Per exemple:
  - Escollint ubicacions per diversos elements de presentació de la dada en una pàgina de presentació (com en un portal d'empresa, en un informe o en una pàgina de web) per tal de transportar jerarquia, prioritat, importància o una progressió racional per l'usuari és part de l'habilitat de DPA-posat.
  - Escollint proporcionar un color específic en elements gràfics que representen la dada de preocupació o significat específic és part de l'habilitat de DPA-posat
- Arquitectura d'informació, però el focus d'arquitectura d'informació és en unstructured dada i per això exclou ambdues anàlisi (en el sentit de dada estadística) i transformació directa del contingut real (dada, per DPA) a combinacions i entitats noves.
- Arquitectura de solució dins determinant la solució detallada òptima, incloent l'abast de dades per incloure, donat els objectius empresarials
- Dada o anàlisi estadística anàlisi dins que crea informació i coneixement fora de dades

### Persones (històric)
- Charles Joseph Minard
- John Tukey
- John Snow
- Otto Neurath
- Florence Rossinyol
- William Playfair